# Sas van Rouveroij
Sas Marie Charles Benvenuto van Rouveroij van Nieuwaal (Sint-Amandsberg, 13 juni 1957) is een voormalig Belgisch politicus voor de Open Vld.

## Levensloop
Van Rouveroij studeerde in 1980 af als licentiaat in de rechten aan de Rijksuniversiteit Gent. Van 1980 tot 2016 was hij advocaat aan de Balie van Gent.
Tijdens zijn studententijd werd hij actief in het Liberaal Vlaams Studentenverbond (LVSV). Van 1978 tot 1979 was hij voorzitter van LVSV Gent en nadien was hij van 1979 tot 1980 nationaal voorzitter van het LVSV. Via het LVSV werd Van Rouveroij politiek actief voor de liberale partij PVV, vanaf 1992 VLD en vanaf 2007 Open Vld geheten. Van 1979 tot 1987 was hij nationaal beheerder van de PVV-Jongeren en van 1980 tot 1982 voorzitter van de PVV Jongeren in Gent.

### Gemeentepolitiek in Gent
In december 1985 werd hij gemeenteraadslid van Gent, wat hij bleef tot in december 2018. Van 1985 tot 1986 was Van Rouveroij tevens OCMW-raadslid. Van april 1989 tot september 2009 was hij schepen van de stad, vanaf 1995 als eerste schepen. Van 1989 tot 1994 was hij bevoegd voor Financiën en Stadseigendommen, van 1995 tot 2000 voor Openbare Werken, Ruimtelijke Ordening, Stedenbouw, Middenstand en Verkeersplanning, van 2001 tot 2006 voor Cultuur en Toerisme en van 2007 tot 2009 voor Haven en Innovatie. In september 2009 nam van Rouveroij ontslag als schepen om zich toe te leggen op zijn functie als Vlaams Parlementslid, nadat hij door de Gentse Open Vld-afdeling was gedwongen om een keuze te maken tussen deze mandaten.
Zijn grootste bekendheid als schepen haalde hij bij het invoeren van het Mobiliteitsplan Gent in 1997: door de invoering van een voetgangerszone werd een ruime zone in het centrum autoluw, met een parkeerroute errond waar ondergrondse parkings gebouwd werden. De voorgestelde Belfortparking midden in het centrum werd echter weggestemd in een referendum.
Hij bekleedde verschillende bestuursmandaten. Van 2001 tot 2011 was hij voorzitter van de raad van bestuur van de Vlaamse Vereniging voor Steden en Gemeenten. Ook was hij in de periode 2007-2009 voorzitter van de raad van bestuur van het Havenbedrijf Gent. Hij bekleedde ook bestuursmandaten bij Stedelijk Museum voor Actuele Kunst (voorzitter), Publilec (ondervoorzitter), SPE/Luminus, Festival van Vlaanderen, Vereniging van Historische Steden van België, Filmfestival van Vlaanderen, Publipart, Vlaamse Kunstcollectie, Wetenschapspark Ardoyen, TMVW/Farys, Euregio Scheldemond, Instituut Samenleving en Technologie en Participatiemaatschappij Vlaanderen, waar hij van 2015 tot 2018 in de raad van bestuur zetelde. Hij was ook lid van de Hoge Raad voor Binnenlands Bestuur en de Vlaamse Havencommissie, regeringscommissaris bij de Vlaams-Nederlandse Scheldecommissie en lid van het auditcomité van de Vlaamse administratie.
Van 2013 tot 2022 was hij voorzitter van de raad van bestuur van de Universiteit Gent. Geert Bourgeois volgde hem in deze hoedanigheid op.

### Vlaams Parlementslid
Bij de rechtstreekse Vlaamse verkiezingen van 7 juni 2009 werd Sas van Rouveroij verkozen tot Vlaams Parlementslid in de kieskring Oost-Vlaanderen. Hij zetelde van 2009 tot 2011 in de commissie Mobiliteit en Openbare Werken en van 2011 tot 2013 in de commissie Algemeen Beleid, Financiën en Begroting. Eind april 2011 volgde hij Sven Gatz op als fractieleider van Open Vld in het Vlaams Parlement, wat hij bleef tot in september 2013. Van Rouveroij nam toen ontslag uit deze functie om hij ze moeilijk te combineren achtte met het voorzitterschap van de Universiteit Gent. Hij bleef nog Vlaams volksvertegenwoordiger tot in mei 2014.
In mei 2014 stond hij bij de Vlaamse verkiezingen als eerste opvolger op de Oost-Vlaamse Open Vld-lijst en kon hij aldus niet rechtstreeks verkozen worden. Hij werd later dat jaar kabinetschef Algemeen Beleid van Annemie Turtelboom, die minister werd in de Vlaamse regering-Bourgeois. Hij combineerde de job met zijn mandaat als bestuurslid van de Gentse universiteit en zijn mandaat als Gents gemeenteraadslid. Toen Turtelboom in april 2016 ontslag nam als minister, stopte hij als kabinetschef. Binnen zijn partij was afgesproken dat Herman De Croo, verkozen als Vlaams Parlementslid, in 2016 zou stoppen en worden opgevolgd door van Rouveroij, maar deze afspraak werd door De Croo niet gehonoreerd. In januari 2019 kwam van Rouveroij alsnog opnieuw in het Vlaams Parlement terecht als opvolger van Mathias De Clercq, die het parlement had verlaten voor het burgemeesterschap in Gent. Hij werd ditmaal ondervoorzitter van de commissie Mobiliteit en Openbare Werken. Bij de verkiezingen van mei 2019 stelde hij zich echter geen kandidaat en verliet zo de actieve politiek.

### Na de politiek
Sinds 2023 is hij voorzitter van zorgorganisatie i-mens en de Mobiliteitsraad van Vlaanderen.

## Publicaties
- Auteur artikel Financieel Meerjarig Beleidsplan van de stad Gent naslagwerk Gemeentebeleid (deel 7 Financieel Management) - Uitgeverij Vanden Broele, 1994
- Auteur naslagwerk mobiliteitsplan Gent-Binnenstad, 1996
- Auteur Cultuurbeleidsplan Stad Gent 2002-2007: Cultuur als dwarsligger, 2003
- Auteur Toeristisch beleidsplan 2003-2006: Gent, bruisende cultuurstad, 2003
- Auteur Wegwijzer voor initiatiefnemers: Gent Helpt, 2005
- Auteur Beleidsplan Innovatie Stad Gent, 2007-2012
- Coauteur Stadslucht maakt vrij - VUBPress, Brussel, 2005
- Coauteur The state of the city, the city is the state - VUBpress, Brussel, 2007
- Coauteur Vitale Steden - VUBpress, Brussel, 2009
- Coauteur Cultuur en/in de Stad - VUBpress, Brussel, 2011

## Personalia
- Sas van Rouveroij is getrouwd, vader van drie kinderen, eenmaal pluspapa.

## Varia
- 1999: Benoemd tot Officier in de Kroonorde
- 2009: Benoemd tot Officier in de Leopoldsorde
- 2003: Prijs voor Cultuurmanagement Universiteit Antwerpen